# Belyje notji potjtalona Alekseja Trjapitsyna
Belye notji potjtalona Alekseja Trjapitsyna (ryska: Белые ночи почтальона Алексея Тряпицына, "Brevbäraren Aleksej Trjapitsyns vita nätter"), visad i Sverige med titeln The Postman's White Nights, är en rysk dramafilm från 2014 i regi av Andrej Kontjalovskij. Den handlar om invånarna i en avlägsen by i norra Ryssland, med särskilt fokus på en brevbärare som är byns huvudsakliga kontakt med omvärlden. Alla skådespelare är amatörer och spelar i viss mån sig själva. Rollsättningen tog över ett år. Filmen hade premiär den 5 september 2014 i huvudtävlan vid 71:a filmfestivalen i Venedig. Juryn i Venedig belönade Kontjalovskij med Silverlejonet för bästa regi.